# Тупиковка
Тупико́вка (рос. Тупиковка) — село у складі Бузулуцького району Оренбурзької області, Росія.

## Населення
Населення — 613 осіб (2010; 637 у 2002).
Національний склад (станом на 2002 рік):
- росіяни — 90 %